# Mala Buna
Mala Buna – wieś w Chorwacji, w żupanii zagrzebskiej, w mieście Velika Gorica. W 2011 roku liczyła 261 mieszkańców.